# Ibycus rachelae
A Ibycus rachelae é uma espécie de lesma descoberta pelo grupo ambientalista WWF em Bornéu.